# Marcador molecular
Els marcadors moleculars, entésos com marcadors genètics en genètica, són fragments de la seqüència d'ADN que serveixen com punts de referència per controlar la transmissió d'un segment de cromosoma d'una generació a una altra. Així si un al·lel X portat per un individu també el porta el seu pare però no pas la mare, l'individu l'ha rebut del seu pare. Els marcadors moleculars per aquest al·lel X permeten aleshores establir l'origin parental d'aquest al·lel.
A diferència dels marcadors associats amb marcadors morfològics, fisiològics, bioquímics, els marcadors moleculars revelen directament els canvis genètics que resulten o no en una modificació del fenotip, en la fisiologia o en la bioquímica. Aquests marcadors moleculars són indicadors neutrals de la variació genètica que identifiquen els  polimorfisme entre les famílies, gèneres, espècies, varietats, poblacions i fins i tot entre les persones. Per tant, els marcadors moleculars són eines molt eficaces en la filogènia, ja que poden establir relacions de parentiu entre els individus.
La majoria de les estratègies de marcat molecular detecten les mutacions puntuals de la seqüència d'ADN (com per exemple les tècniques AFLP, Amplified fragment length polymorphism, RFLP, Restriction fragment length polymorphism, o SNP, Single nucleotide polymorphism,), o bé les modificacions del nombre de còpies de patrons repetits molt curts del tipus de microsatèl·lits. Una tercera categoria de modificacions del patrimoni genètic està lligada a la presència i a l'activitat dels elements transposables (transposó) 

## En medicina
En medicina, un marcador molecular és una substància introduïda en un organime per tal d'obtenir determinada informació. Per exemple, el clorur de rubidi es fa servir com isòtop radioactiu per observar el miocardi.